# 波納爾 (緬因州)
波納爾（英語：Pownal）是一個位於美國緬因州坎伯蘭縣的市鎮。

## 人口
根據2020年美國人口普查的數據，波納爾的面積為59.26平方千米，當中陸地面積為59.21平方千米，而水域面積為0.05平方千米。當地共有人口1566人，而人口密度為每平方千米26人。